# Stryper Wyfke

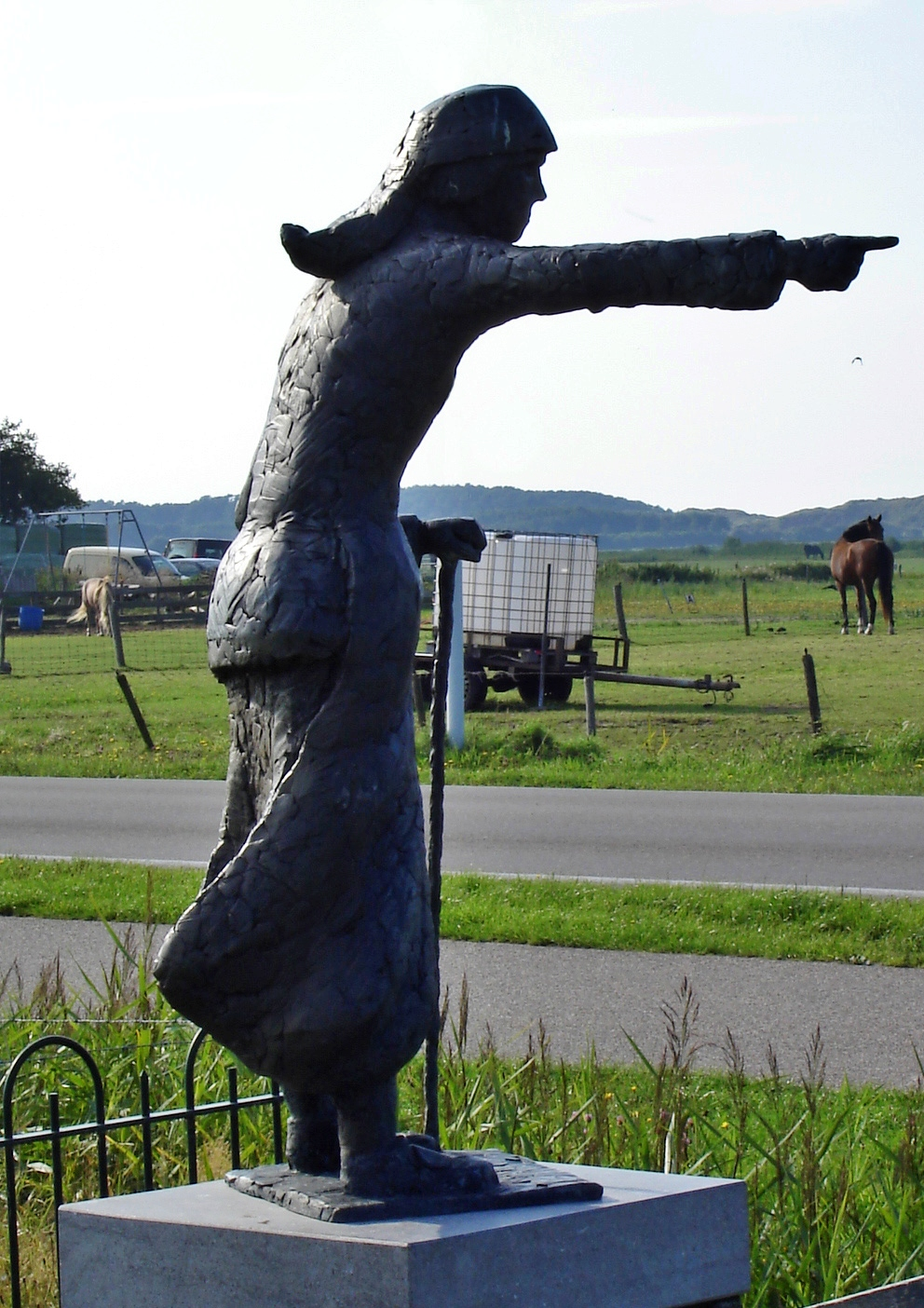
Het Stryper Wyfke: "Ze staan er met honderden, maar liggen er bij duizenden."

Het Stryper Wyfke is een sage die zich in 1666 op Terschelling afspeelt. Een oud vrouwtje behoedt daarin het eiland voor verdere plunderingen door optrekkende Engelse soldaten.

## Sage
Volgens de sage wilden de soldaten na de plundering van West-Terschelling dat jaar al stropend oostelijk over het eiland verder trekken. Gaandeweg doemde in de verte het in de mist gelegen kerkhof op met zijn grafzerken en begravenen. De Engelsen vermoedden echter een Hollandse versterking. De vraag aan een passerend oud vrouwtje wat dat in de verte was, leverde de soldaten als antwoord op: "Ze staan er met honderden, maar liggen er bij duizenden.". De Engelsen sloegen daarop op de vlucht en verlieten het eiland. 

## Kunstwerk
Op Terschelling staat sinds 1982 een kunstwerk van Huib Noorlander van het Stryper Wyfke bij het kerkhof van Striep.

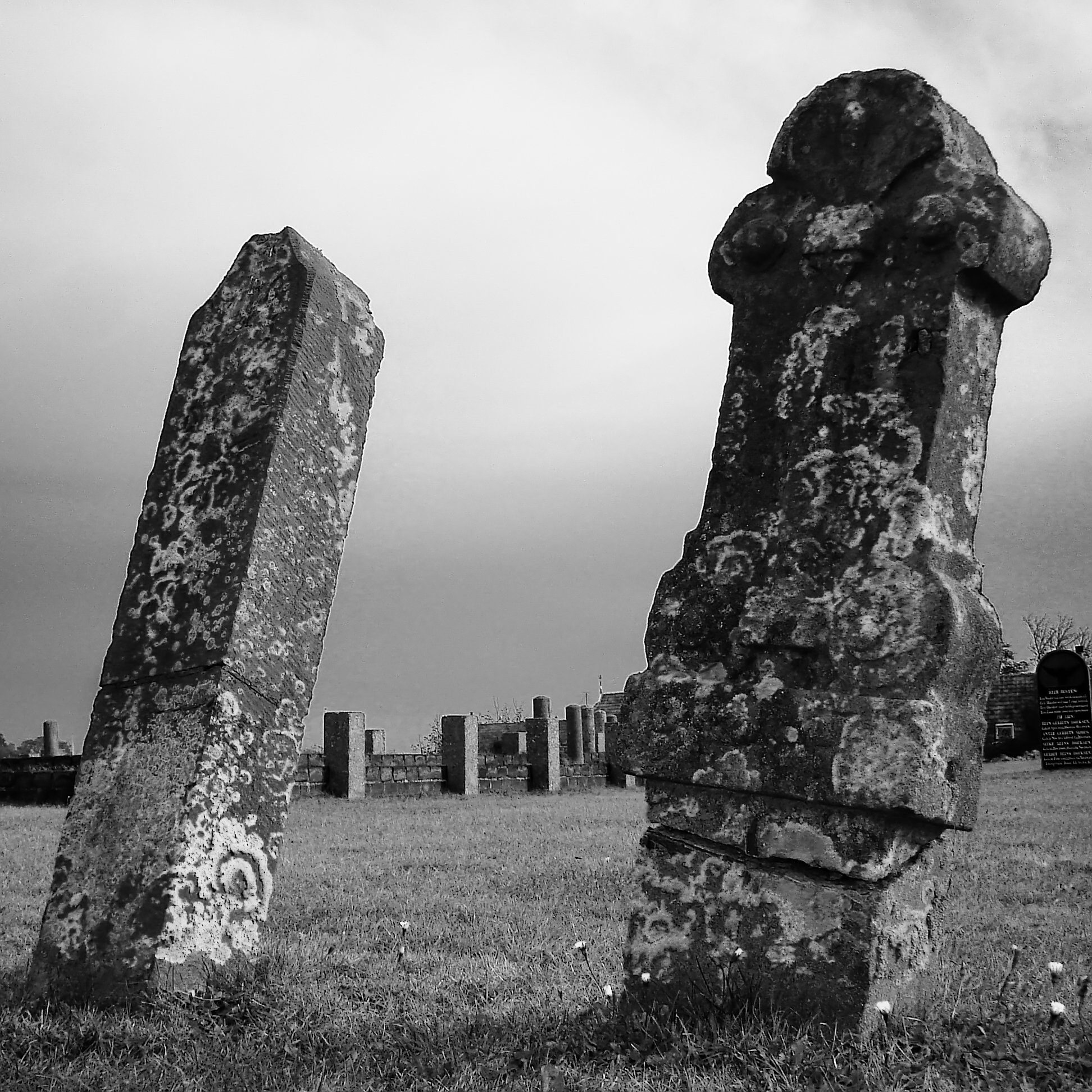
Kerkhof van Striep.